# Eurocopter EC135
Eurocopter EC135, obecnie Airbus Helicopters H135 – lekki śmigłowiec wielozadaniowy, wyposażony w dwa silniki turbowałowe, produkowany przez francusko-niemiecki Airbus Helicopters (dawniej Eurocopter Group). Prototyp odbył pierwszy lot w pierwszej połowie 1994 roku.
Uniwersalna maszyna do transportu pasażerskiego, przewozu VIP-ów, śmigłowiec dyspozycyjny dla firm, lotniczego ratownictwa medycznego (HEMS) i służb publicznych (np. w Niemczech użytkowany przez policję, w Polsce stanowi od chwili wprowadzenia w 2010 roku, podstawową maszynę LPR-u).
Zaprojektowany został z wykorzystaniem doświadczeń zdobytych podczas budowy i eksploatacji popularnych śmigłowców Bölkow Bo 105 produkcji (MBB). W miejsce konwencjonalnego tylnego wirnika wyposażony jest w fenestron, co znacznie zwiększa bezpieczeństwo lądowań w trudnych warunkach. Śmigłowiec jest dostosowany do lotów zarówno w dzień, jak i w nocy, przy złej widoczności i przy jej całkowitym braku, jedynie w oparciu o wskazania przyrządów (IFR).
Możliwe jest opcjonalne wyposażenie w całkowicie elektroniczny tzw. "szklany kokpit" (potoczne określenie zintegrowanego systemu Electronic Flight Instrument System (EFIS)) - o nazwie MEGHAS Flight Control Display System. Sterowanie silników nowszych wersji odbywa się z użyciem systemu FADEC, co pozwala częściowo odciążyć pilotów od ciągłej kontroli parametrów pracy jednostek napędowych i pozwala poświęcić większą część uwagi na inne zadania.

## EC135 w Polsce

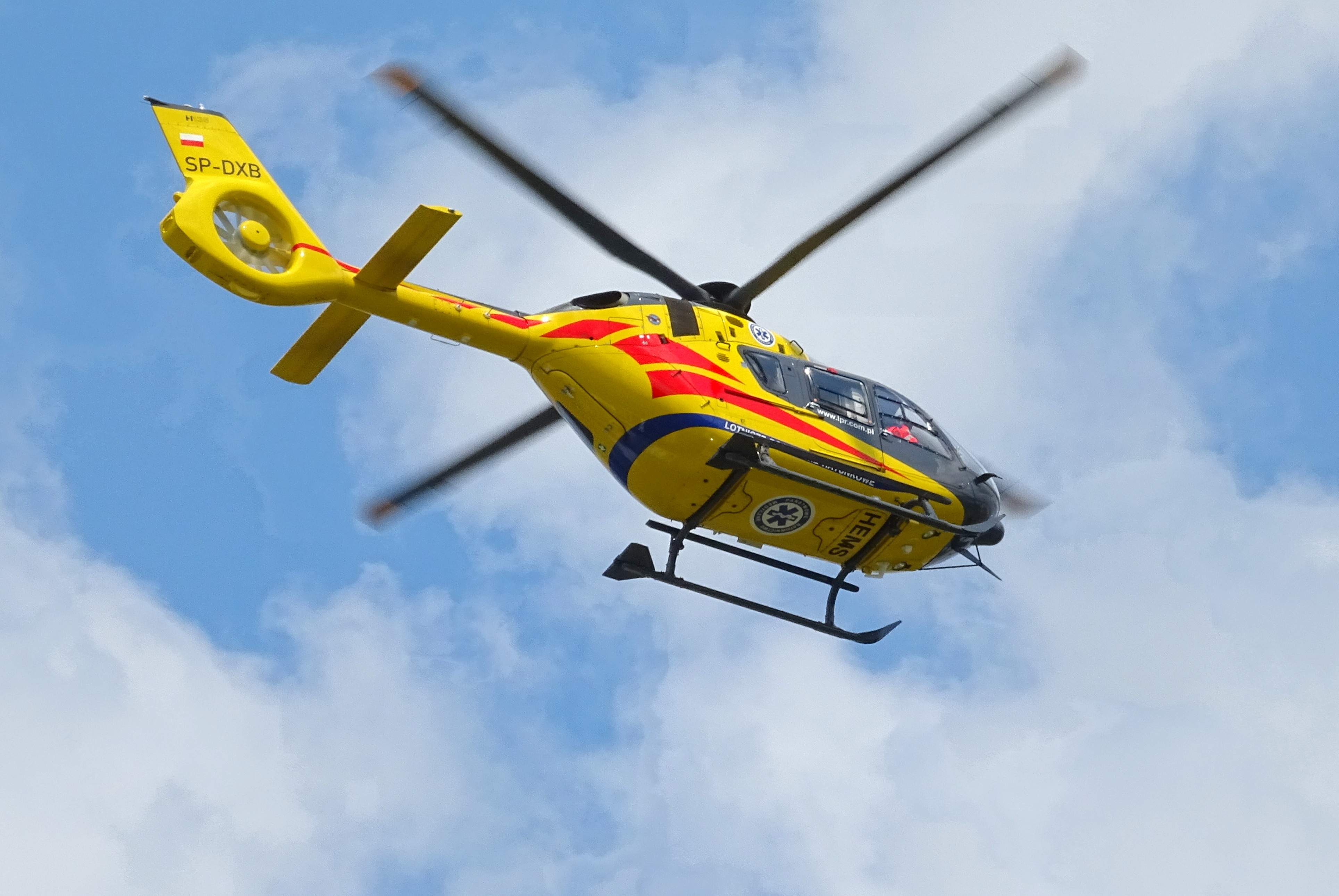
Wersja EC 135 P3 (SP-DXB) w Gorzowie Wielkopolskim

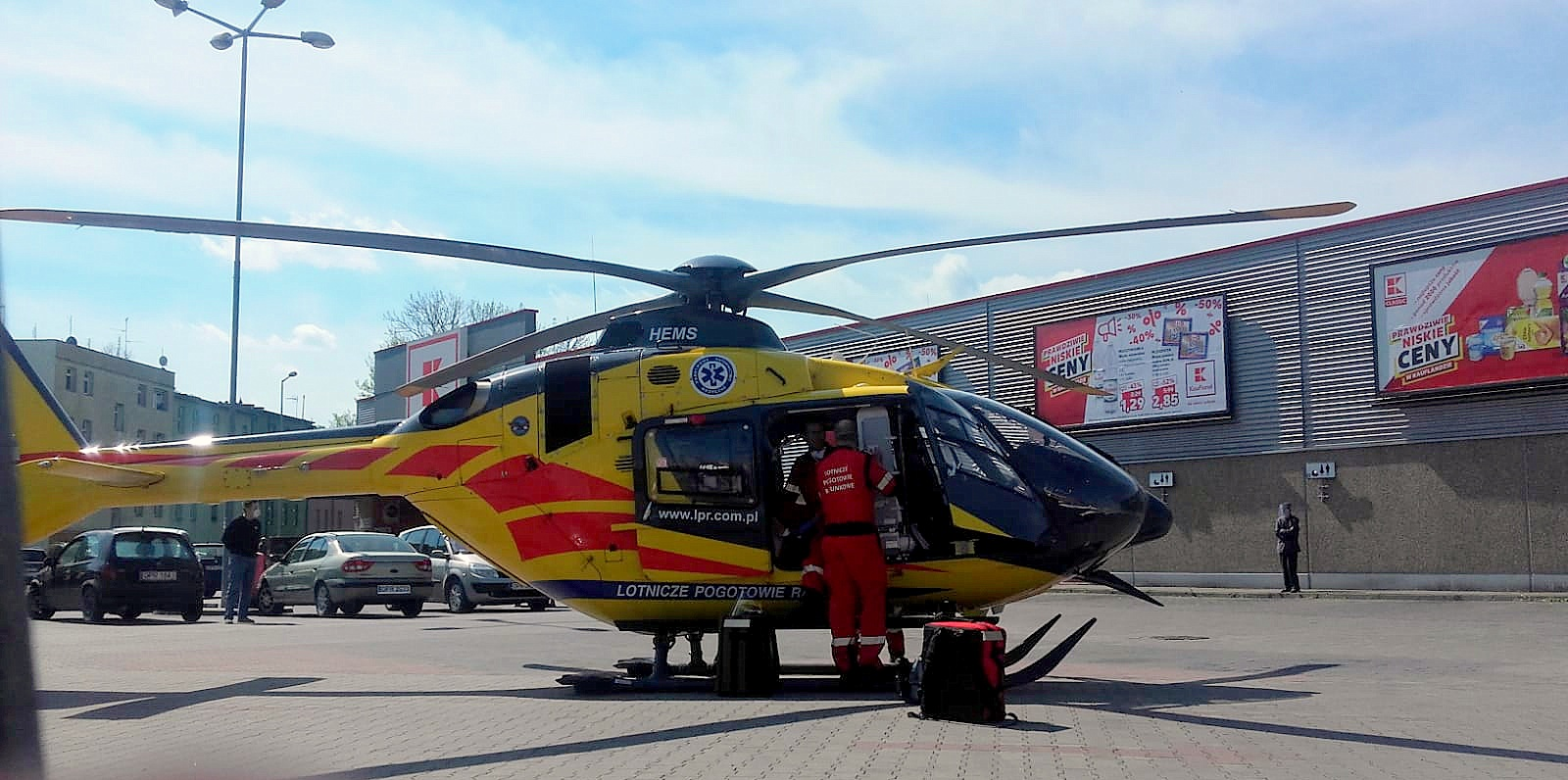
Wersja EC 135 P3 (SP-DXA) w Prudniku

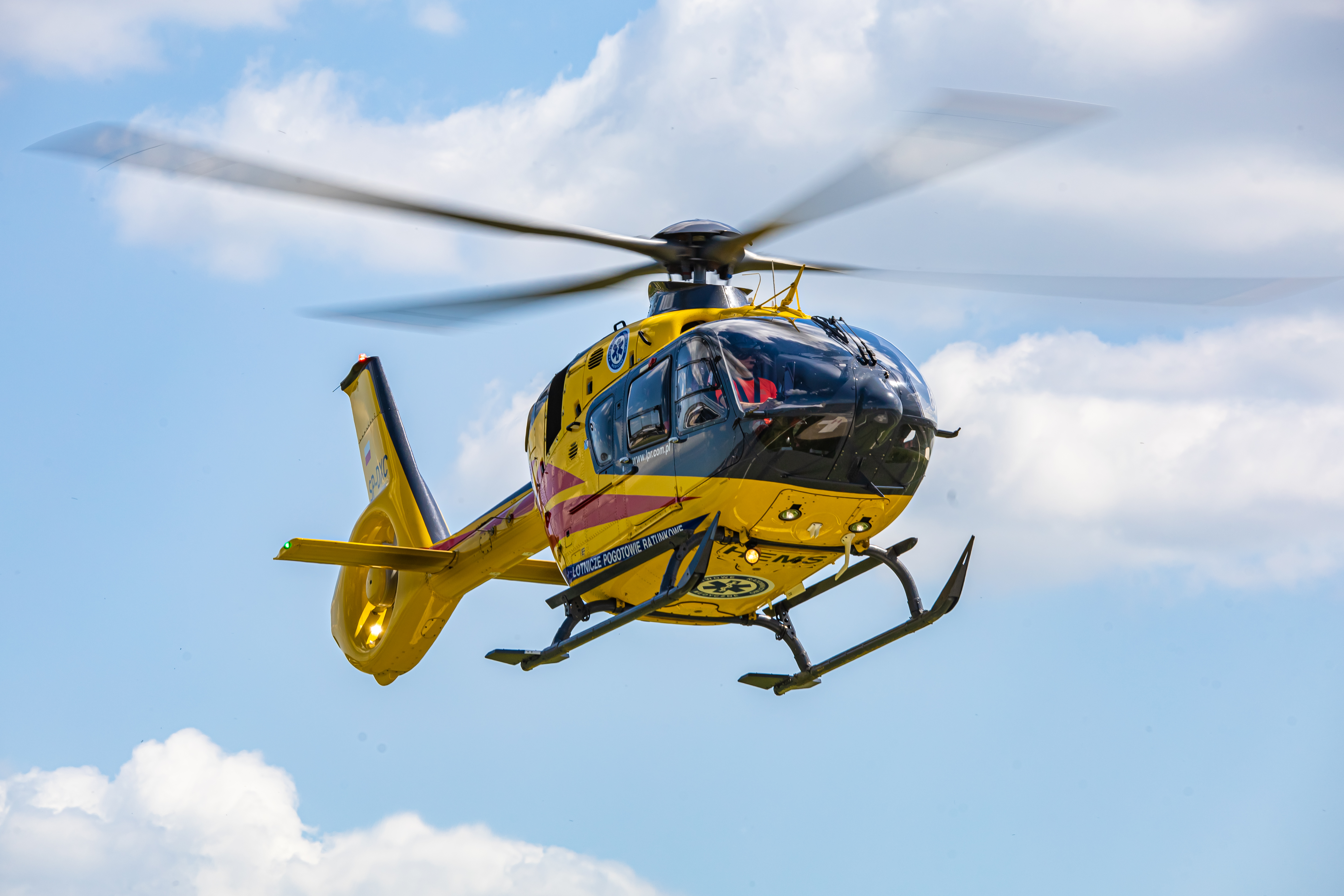
Ratownik 23 (SP-DXC) z opolskiej bazy LPR

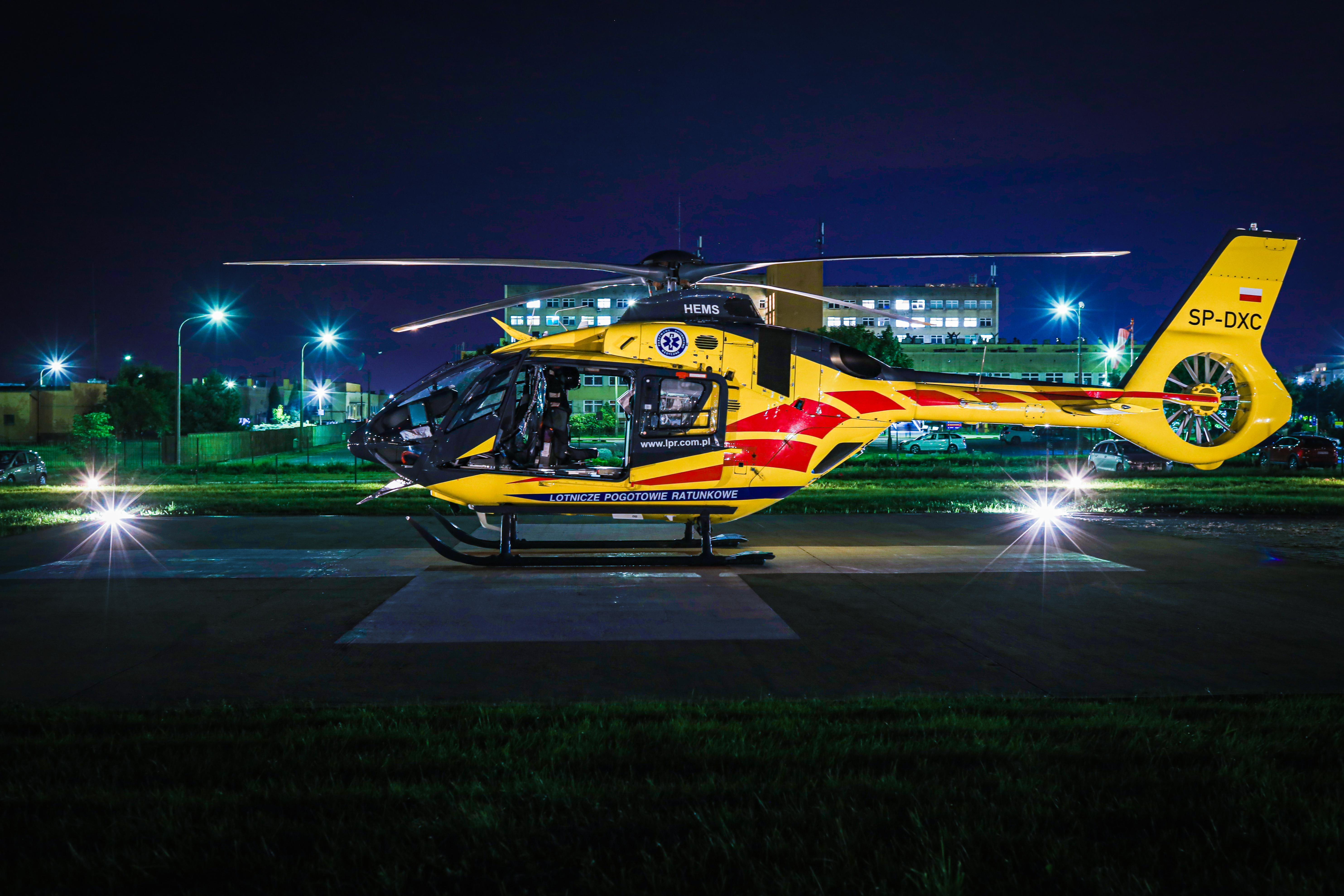
Ratownik 23 (SP-DXC) z opolskiej bazy LPR przy Uniwersyteckim Szpitalu Klinicznym w Opolu.

Eurocopter EC135 jest używany (lub zamówiony) przez 23 kraje w tym Polskę. W październiku 2007 został rozstrzygnięty przetarg na zakup 23 sztuk tego śmigłowca w wersji P2+ dla Polskiego Lotniczego Pogotowia Ratunkowego, mających zastąpić wysłużone, wielozadaniowe Mi-2. Głównym konkurentem był śmigłowiec Agusta A109E Power, lecz przewagą EC135 była bardziej przestronna kabina umożliwiająca wykonanie masażu serca. W czerwcu 2008 roku zawarto umowę na dostawę 23 EC135. Pierwszy egzemplarz rozpoczął dyżury w Krakowie 7 grudnia 2009, pozostałe zamówione maszyny zostały dostarczone do końca 2010 roku. W dniu 16 grudnia 2010 podpisano protokoły odbioru dwóch ostatnich śmigłowców Eurocopter EC 135. Dyżury z użyciem nowych maszyn pełnione są obecnie (18 grudnia 2010) za dnia w 13 z łącznie 18 baz (17 stałych, 1 tymczasowa), w 14-ej dyżur miał się rozpocząć 20 grudnia 2010, w 3 kolejnych w pierwszych miesiącach 2011 roku. Dzięki większym możliwościom EC 135 w porównaniu ze starymi maszynami typu Mi-2, m.in. awionice pozwalającej na loty w warunkach IFR (bez widoczności), w roku 2011 LPR planuje podjęcie w części baz pierwszych dyżurów również w porze nocnej (aktualnie trwają szkolenia załóg oraz strażaków odpowiedzialnych za bezpieczeństwo lądowisk). Większa prędkość maszyny umożliwiła także zwiększenie skutecznego zasięgu akcji w czasie 22 minut z dotychczasowych 60 km (Mi-2) do 80 km, a w czasie 35 minut do 130 km. LPR użytkuje także 10 sztuk tego śmigłowca w wersji P3. Zaletą są również mniejsze rozmiary od Mi-2, umożliwiające korzystanie ze znacznie mniejszych lądowisk niż Mi-2. 13 marca 2022 roku osiągnęły w Polsce 100 tysięcy godzin nalotu.
Dla porównania w Czechach, użytkujących (prócz innych maszyn) wersję EC 135 T2 i T2+, siatkę lotniczych jednostek ratowniczych zaplanowano tak, by większość punktów na terenie kraju nie była oddalona o więcej niż ok. 50 km od jednej z baz HEMS, a w Niemczech bazy śmigłowców Ratownictwa lotniczego ADAC rozmieszczono, by pomoc mogła dotrzeć na miejsce wypadku drogowego w ciągu 15 minut, promień działania mieści się w przedziale 50-70 km.
W 2019 śmigłowiec H135 otrzymała polska Straż Graniczna.

## Wersje
Litera T w oznaczeniu wersji oznacza silnik Turboméca Arrius; P sygnalizuje zastosowanie silnika Pratt & Whitney Canada PW206B lub PW206B2. Kolejna cyfra oznacza wersję rozwojową silnika. Nowsze egzemplarze wyposażono w centralny system wyświetlaczy Central Panel Display System (CPDS) - takie wersje latają w służbie Lotniczego Pogotowia Ratunkowego.

### cywilne
- EC 135 P1 z silnikami Pratt & Whitney Canada PW206B.
- EC 135 T1 z silnikami Turboméca Arrius 2B1, 2B1A lub 2B1A1.

Obie wersje "1" mają maksymalną masę startową (MTOW) 2720 kg. 
- EC 135 P2 z silnikami Pratt & Whitney Canada PW206B2.
- EC 135 T2 z silnikami Turboméca Arrius 2B2.

Obie wersje "2" mają większą moc przy pracującym tylko jednym silniku i maksymalną masę startową (MTOW) 2835 kg
- EC 135 P2+ z silnikami Pratt & Whitney Canada  PW206B2.
- EC 135 T2+ z silnikami Turboméca Arrius 2B2.

Wersje "2+"  mają maksymalną masę startową (MTOW) 2910 kg i polepszoną charakterystykę oddawania mocy dzięki FADEC.

### wojskowe
- Eurocopter EC635 jest wojskową odmianą, zbudowaną na bazie EC135.

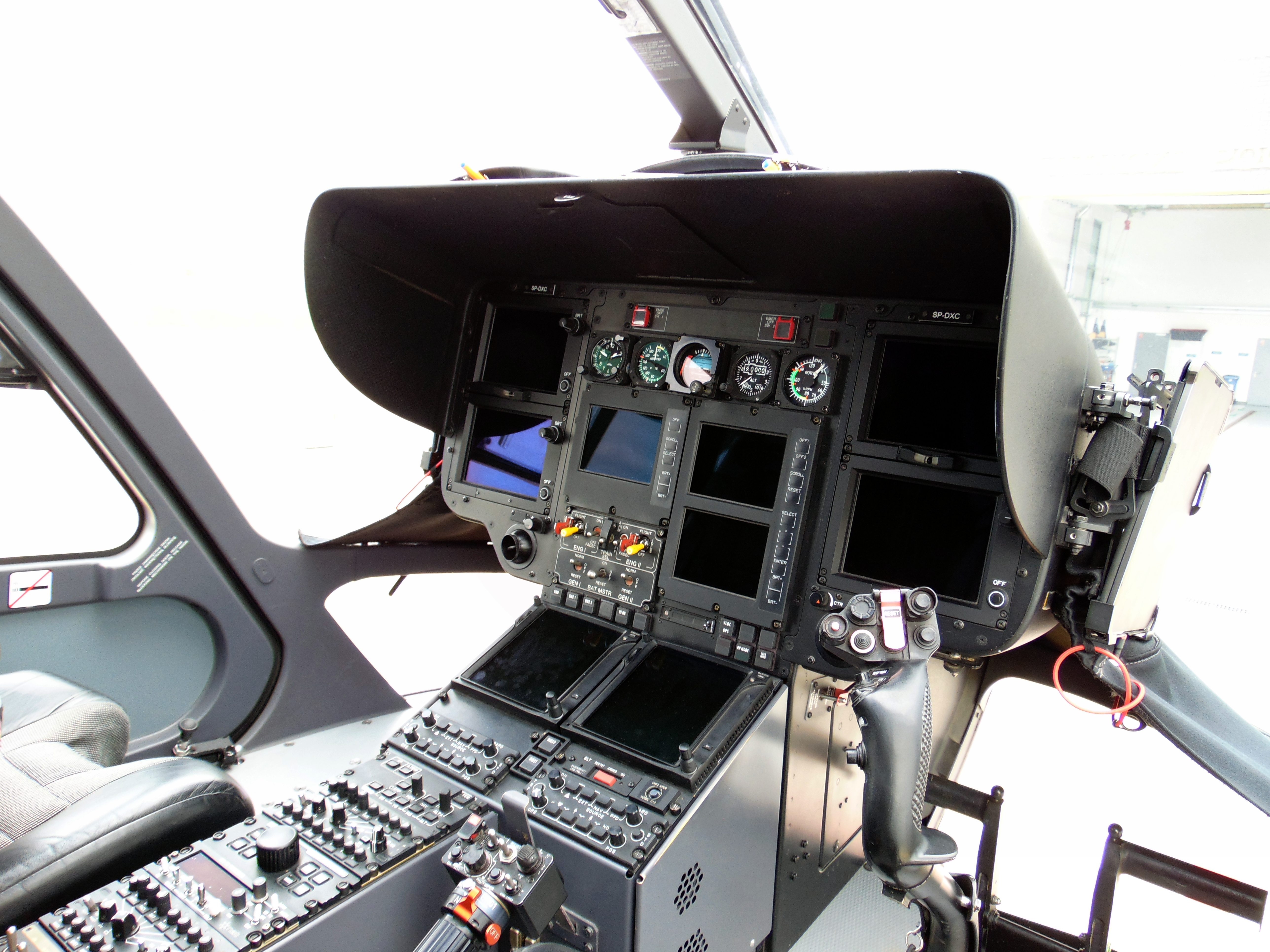
Kokpit EC 135, wersja sanitarna
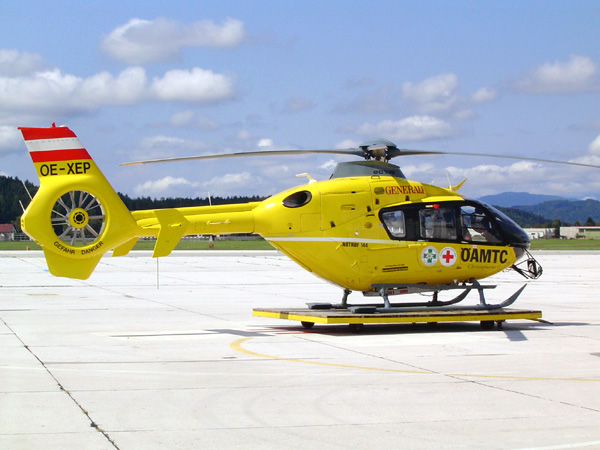
EC135 T2 w barwach Austriackiego Lotniczego Pogotowia Ratunkowego
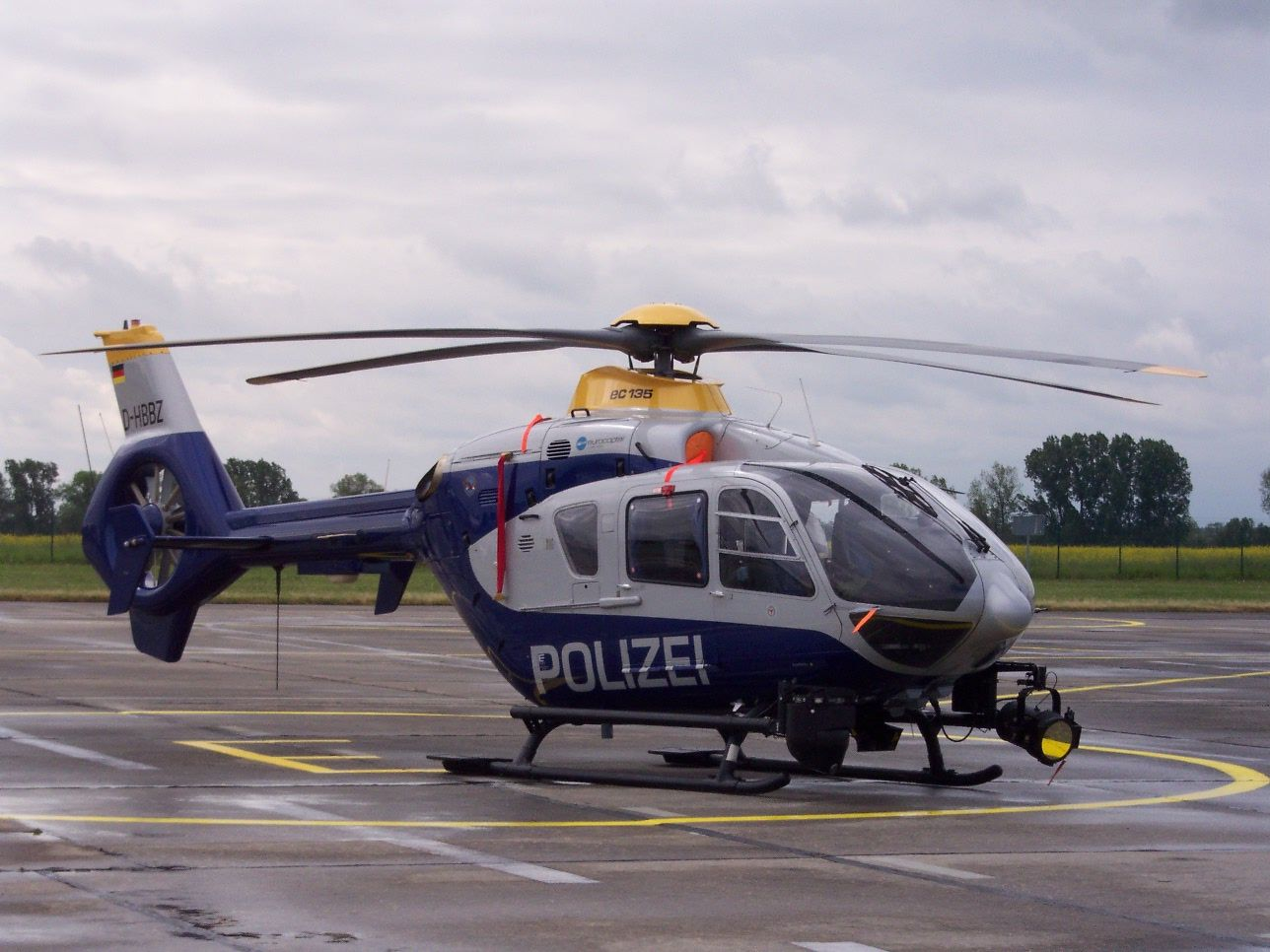
EC135 niemieckiej policji